# En gammal Amazon
En gammal Amazon är en svenskspråkig sång som handlar om bilmodellen Volvo Amazon och som framfördes av musikgruppen Svenne Rubins. En musikvideo spelades också in, där Christer Glenning från TV-programmet Trafikmagasinet medverkade, så även Björn Skifs. Det är Christer Glenning som kör bilen. Melodin låg på Svensktoppen den 30 maj 1993 , och låg då på nionde plats.
Sångtexten handlar om att huvudpersonen kände sig lite nedstämd och plötsligt bestämde sig för att en Volvo Amazon skulle vara vad han behövde. Sökandet efter en Amazon blev framgångsrikt trots en trög start, och den bil han hittade hade alla de rätta attributen. Den hade lister och krom, var "Californiavit" med ratt av bakelit. Lite ironiskt inleds sångtexten med: ”Jag har aldrig varit nån entusiast när det gäller låtar som handlar om bilar, det vill jag slå fast.”
Black Jack spelade in en cover i albumet Casino 2012.